# 溴酸镨
溴酸镨是一种无机化合物，化学式为Pr(BrO3)3。它可溶于水，可以形成二水合物、四水合物和九水合物，九水合物在56.5 °C熔于自身结晶水，130 °C完全失去结晶水。它可由溴酸钡和硫酸镨反应制得。